# هریس رایان
هریس رایان (انگلیسی: Harris J. Ryan; ۸ ژانویهٔ ۱۸۶۶ – ۳ ژوئیهٔ ۱۹۳۴) یک مهندس برق اهل ایالات متحده آمریکا بود. وی همچنین برندهٔ جوایزی همچون مدال ادیسون انجمن مهندسان برق و الکترونیک شده است.